# 柠檬色百合
柠檬色百合（学名：Lilium leichtlinii）又名黃金鬼百合，为百合科百合属卷瓣的植物，分布于日本等地，多生於沙地、谷底，分布於海平面至海拔1290米的地区。

## 特征
株高0.5－2米，茎细，直立，叶披针形，长约15厘米，分散分布於茎上，嫩叶被白色柔毛，老叶光滑，与卷丹相比，叶腋不具珠芽，叶缘不具乳头。总状花序由花3－8朵组成，偶为1－2朵，花俯垂，花被反卷，长45－90毫米，宽10－15毫米，花瓣两面有蜜腺突起和边缘不规则的隆起；原变种花被为黄色，大花卷丹为橙红色，上分布有紫色斑点，有时被白色柔毛；雄蕊发散状，花丝达40毫米，橙色，表面光滑，花药长10－15毫米，花粉褐色，子房圆柱状，长12－13，宽2－3毫米，花柱长达30毫米，花期7－8月。果实为蒴果，椭圆形，长达30毫米，种子发芽类型为出土型发芽。

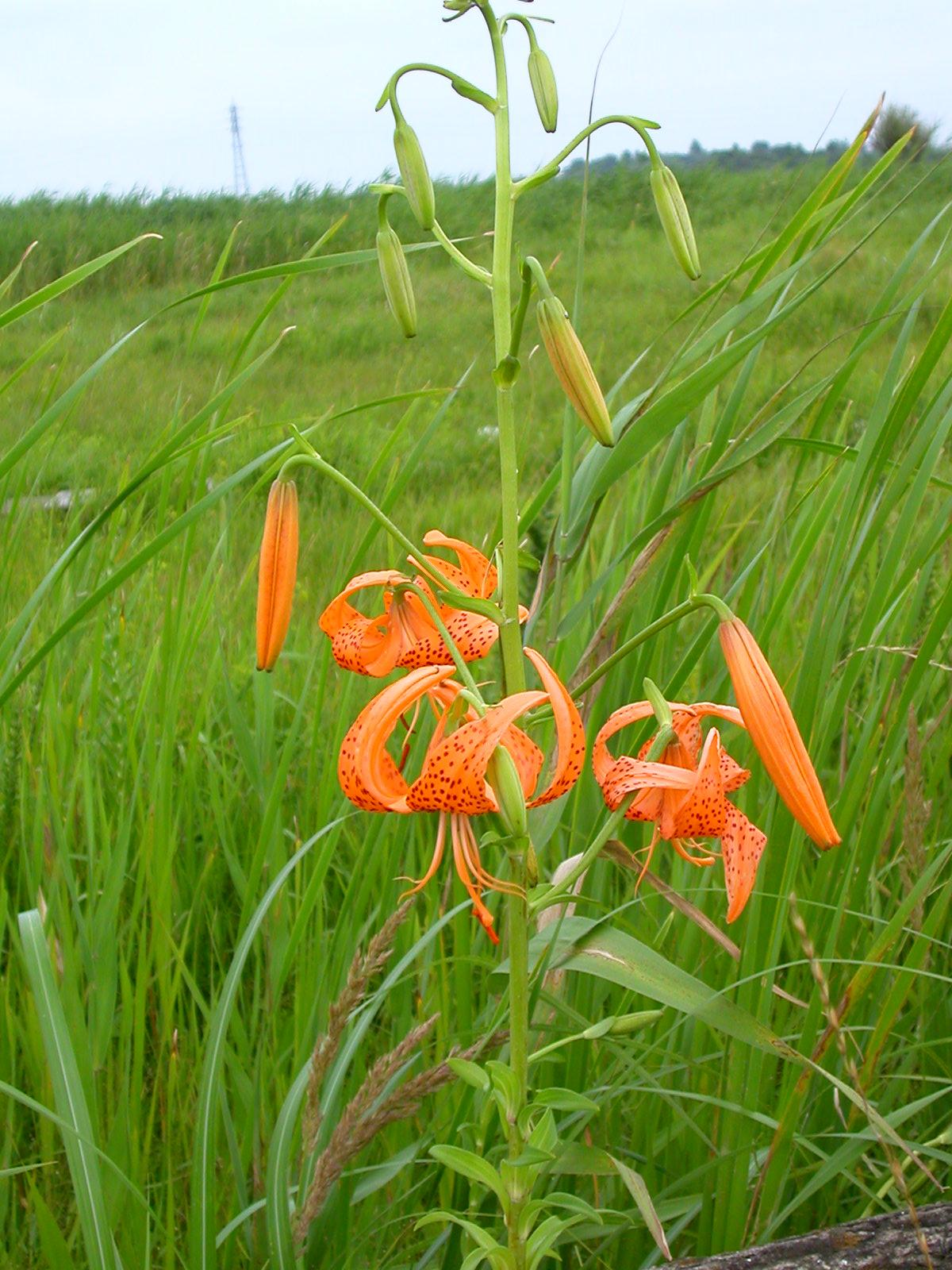
大花卷丹

## 分布
原变种是日本的特有种，分布於除北海道外的日本全国，而大花卷丹分布於朝鲜半岛和俄罗斯部分地区以及中国大陆的陕西、华北、东北。